# Hotel Rzymski

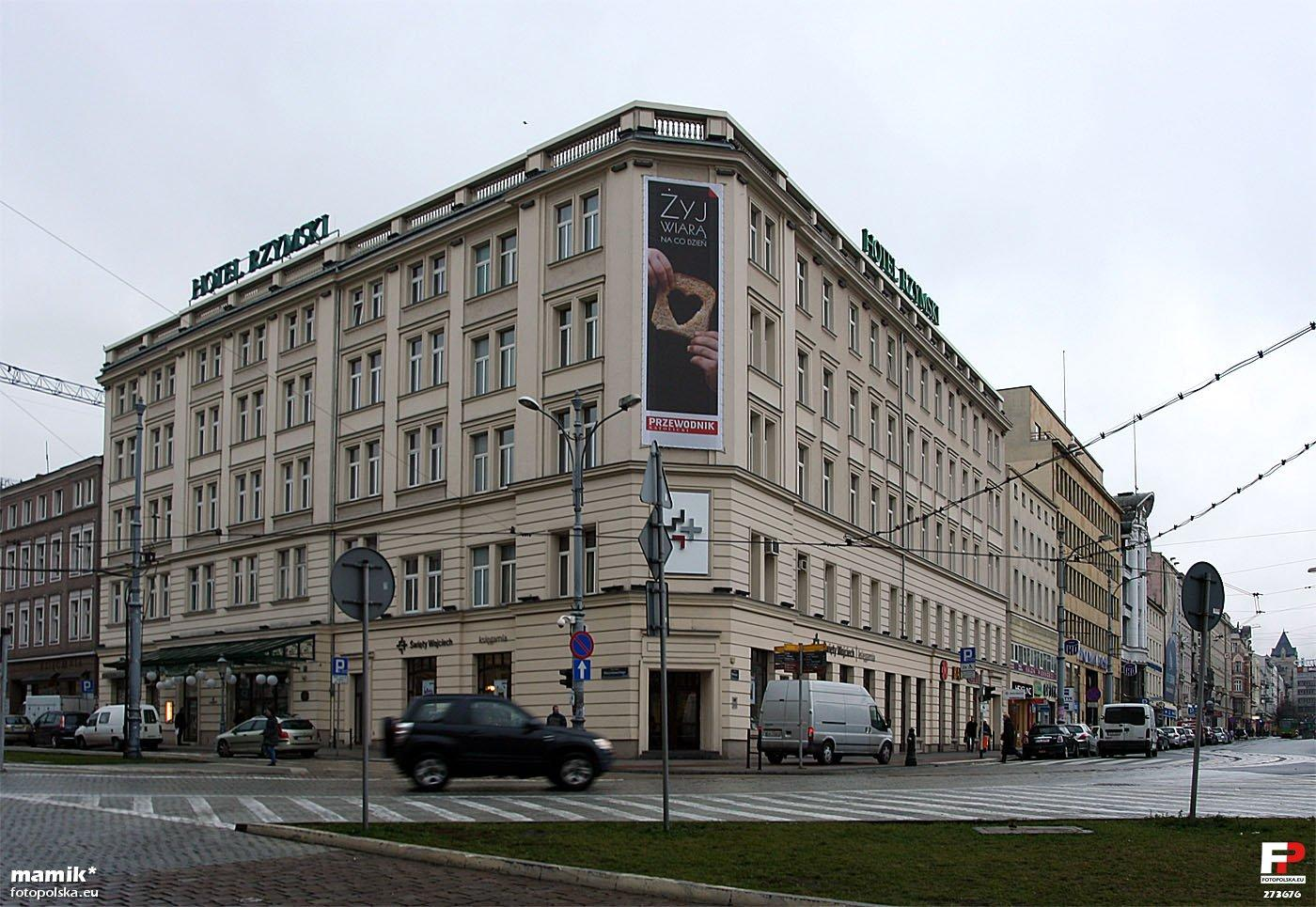
Hotel Rzymski in Posen

Hotel Rzymski ist ein 3-Sterne-Hotel in Poznań. Das Hotel befindet sich im Zentrum der Stadt, nicht weit vom Alten Markt, in der Karol-Marcinkowski-Allee 22. Es verfügt über 87 Zimmer, 2 Restaurants, einen Konferenzraum und eine Cocktailbar.

## Geschichte
Erbaut wurde das Hotel in den Jahren 1837–1840 als Hotel de Rome. Gegen 1866 wurden die Flügel und der Turm um ein Stockwerk erweitert. Das neue Treppenhaus führte zum Ausgang oder zum heute nicht mehr bestehenden Wintergarten. Nach dem Ersten Weltkrieg gehörte das Hotel der St.-Adalbert-Druckerei und -Buchhandlung, die hier ihren Hauptsitz einrichtete. Während des Zweiten Weltkrieges erfolgte die Umbenennung in Hotel Ostland. Hier hielt Heinrich Himmler am 4. Oktober 1943 seine erste Posener Rede. Durch einen Luftangriff erlitt das Hotel ernsthaften Schaden. Nach dem Krieg hat man es in einer einfachen Form wieder aufgebaut und umbenannt, jetzt hieß es Hotel Poznański (Posener Hotel). Erst nach der Wende im Jahre 1991 wurde es wieder in Hotel Rzymski (Römisches Hotel) umbenannt. Im Jahre 2000 wurde hier das Restaurant de Rome eröffnet. In der Pandemie wurde das Hotel geschlossen. Es ist geplant, es auszubauen und wieder in Hotel de Rome zu umbenennen.